# Bellingshausen (polární stanice)
Bellingshausen (rusky станция Беллинсгаузен; též Bellinsgauzen) je ruská (dříve sovětská) polární stanice na ostrově krále Jiřího v souostroví Jižní Shetlandy. Jméno nese na počest Fadděje Faddějeviče Bellingshausena. Založena byla Sovětskou antarktickou expedicí 22. února 1968.
Z ruských antarktických stanic je nejsevernější (nachází se nejblíže rovníku). Od roku 2015 zde pracuje osm lidí celoročně a pět specialistů sezónně. V bezprostřední blízkosti leží chilská antarktická stanice Frei (Presidente Eduardo Frei Montalva).
Stanice slouží ke geografickým, geologickým, glaciologickým a biologickým výzkumům. Od poloviny 70. let 20. století funguje silný rádiový vysílač, který mimo jiné slouží rybářské flotile. Energii dodávají tři dieselové generátory o celkovém výkonu 225 kW.
Nedaleko stanice byl v roce 2004 postaven pravoslavný chrám Nejsvětější Trojice, jediný kostel v Antarktidě s pravidelnou bohoslužbou.
V roce 2013 stanici navštívila Metallica.
Při cestě do Střední a Jižní Ameriky zavítala 17. února 2016 na stanici hlava Ruské pravoslavné církve, patriarcha moskevský a vší Rusi Kirill. Pravil, že Antarktida bez hranic a beze zbraní je ideálem humanity.
V říjnu 2018 se na stanici odehrál první pokus o vraždu v Antarktidě. Polárník pobodal kolegu, protože ten mu vyzradil zápletku detektivky, kterou měl právě rozečtenu. Napadený se z útoku zotavil v chilské nemocnici, kam byl dopraven. Trestní stíhání soud v Petrohradu zastavil, neboť účastníci sporu uzavřeli smír.

## Podnebí

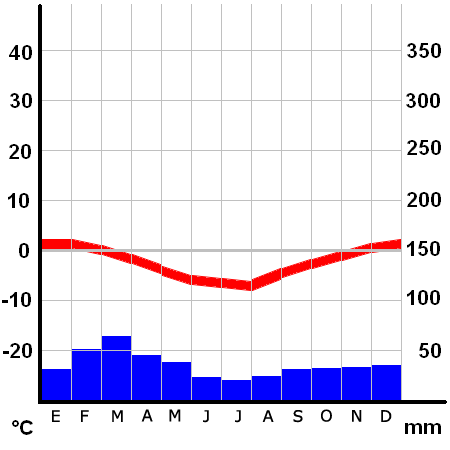
Klimagram (dle měření stanice Frei)

Antarktický poloostrov a přilehlé ostrovy jsou pro život nejpříznivějším místem v Antarktidě. V srpnu, nejchladnějším měsíci, dosahuje průměrná teplota −6,8 °С, nejtepleji je v únoru, kdy průměrná teplota dosahuje +1,1 °C. Ruští polárníci nazývají stanici Bellinsgauzen lázněmi. V letním období 2009–2010, poprvé za celou dobu existence, neroztála sněhová pokrývka obklopující stanici.

## Spojení
Stanice je spojena se světem přes geostacionární družici. Je přijímán a vysílačem o nízkém výkonu přenášen První kanál ruské televize.

## Doprava

Mapa ostrova s výzkumnými stanicemi

Vědeckovýzkumná loď Akademik Fjodorov přiváží každé dva roky náklad a vědecké pracovníky. V mezidobí přilétají na nedaleké chilské letiště Aeródromo Teniente Rodolfo Marsh Martin.